# Serafín Estébanez Calderón

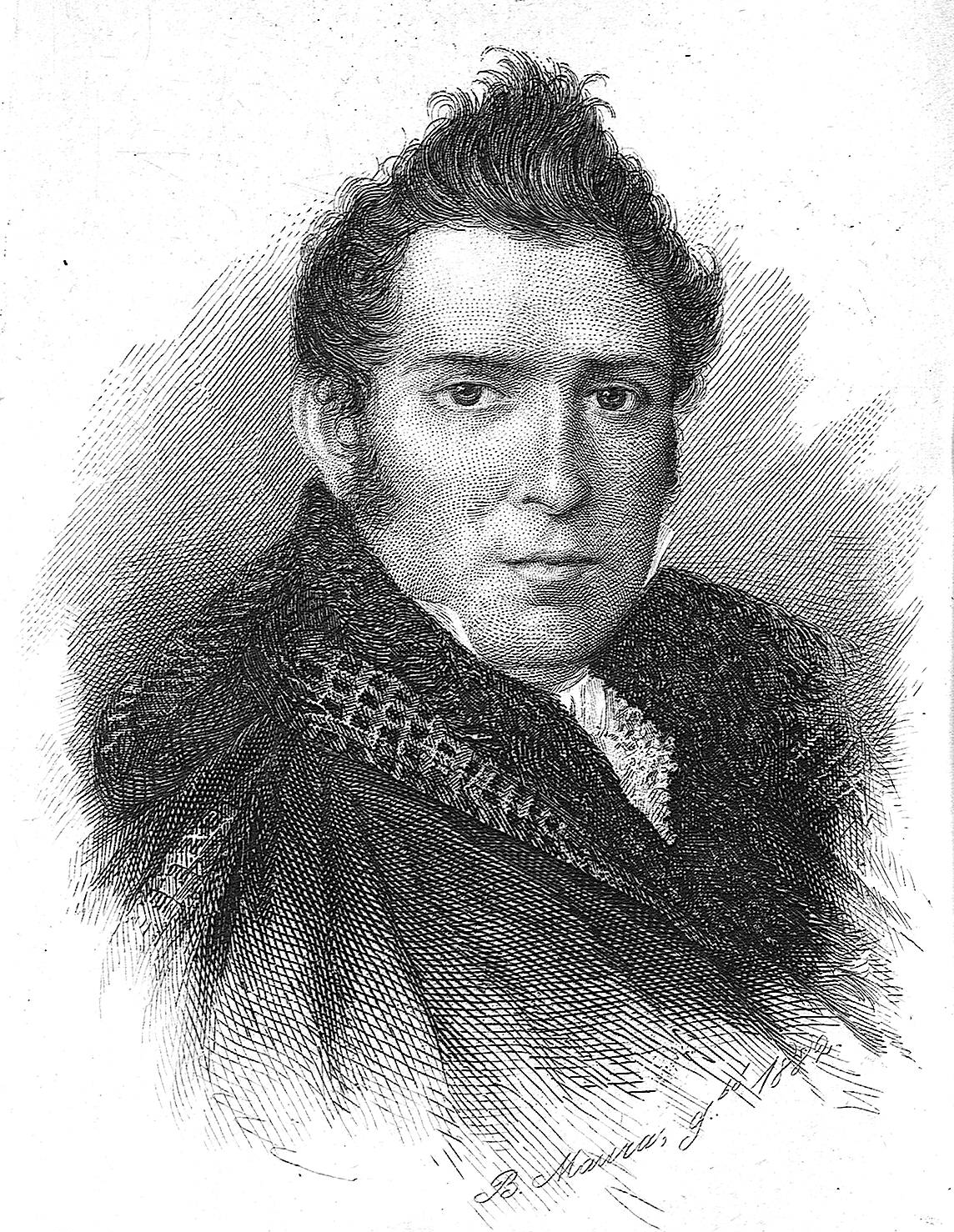
El Solitario

Serafín Estébanez Calderón, född 27 december 1799, död 5 februari 1867, var en spansk författare.
Calderón var professor i retorik och poetik, advokat, generalauditör vid armén, senator och statsråd. Han var kännare av arabiskan. Calderóns litterära berömmelse grundar sig mindre på hans något frostiga lyrik än på hans folklivsskildringar i Escenas andaluzas (1847) och historiska berättelser. Hans stil, rik på gamla och dialektala ord och vändningar, är mycket konstlad.